# Thomassique (kommun)
Thomassique är en kommun i Haiti.   Den ligger i departementet Centre, i den östra delen av landet, 80 km nordost om huvudstaden Port-au-Prince.